# Shahar Peer
Shahar Peer (שחר פאר) (Gerusalemme, 1º maggio 1987) è un'ex tennista israeliana.
Il 31 gennaio 2011 ha raggiunto il best ranking al numero 11 in singolare, mentre in doppio divenne la numero 14 nel maggio del 2008.

## Carriera
La Peer, compiuti i 19 anni, è stata arruolata nell'esercito israeliano per svolgere il servizio militare. Quando non si trova all'estero per partecipare alle competizioni, Shahar durante la mattina lavora negli uffici amministrativi dell'esercito, mentre nel pomeriggio può dedicarsi agli allenamenti.
Ha ottenuto il suo più brillante risultato durante il periodo juniores, aggiudicandosi l'edizione 2004 dell'Australian Open. Nello stesso anno ha raggiunto le semifinali agli US Open, i quarti a Wimbledon e al Roland Garros.

### Esordi
Shahar Peer fa la sua comparsa nel circuito ITF nel 2001, parallelamente alla sua attività di junior. Le prime soddisfazioni giungono nel 2002, con il raggiungimento della finale del torneo di casa, a Tel Aviv, mentre è il 2003 che le riserva le prime due vittorie del circuito, accompagnate ad altrettante sconfitte in finale.
Nel 2004 termina la sua permanenza tra gli juniores, aggiudicandosi l'Australian Open di categoria. L'annata è decisamente positiva ed è contraddistinta dalla vittoria in due altri tornei ITF e dall'esordio nel circuito WTA: al torneo di Hyderabad, dopo aver superato le qualificazioni, esce al secondo turno; partecipa alle qualificazioni del suo primo torneo dello slam, l'US Open, uscendo al secondo turno. Altra importante soddisfazione è il raggiungimento dei quarti al torneo di Seul, dopo aver battuto la top 100 Katarina Srebotnik. Con questi risultati l'israeliana chiude la stagione al n.184 della classifica.

### 2005
Il 2005 inizia in modo positivo, nonostante Shahar si fermi al terzo turno delle qualificazioni all'Australian Open, ed è segnato dai quarti raggiunti nei tornei di Auckland e Pattaya. Si qualifica a Miami, dove al secondo turno incappa in Serena Williams che non le lascia scampo. La stagione prosegue con discreti risultati, in particolare superare le qualificazioni a Charleston le permette l'ingresso nella top 100, nonostante la sconfitta al primo turno contro la Vaidišová.
A Parigi arriva anche l'esordio nello slam, questa volta entrando direttamente in tabellone: esordio positivo contro Marion Bartoli, confermato dalla vittoria sulla Peschke, mentre al terzo turno è nettamente battuta dalla top 10 Nadia Petrova; mentre a Wimbledon si arrende al secondo turno in 3 set a Daniela Hantuchová. Sul cemento americano ottiene, tra gli altri, i quarti a Cincinnati, e un terzo turno pieno di rimpianti allo US Open, dove esce per mano della Vento-Kabch. Chiude l'annata con i quarti a Bangkok, stabilendosi nella top 50 della graduatoria mondiale.

### 2006
Il 2006 è un'altra buona annata per la Peer. Raggiunge le semifinali a Canberra, dove è sconfitta dalla Medina-Garrigues, mentre all'Australian Open esce al primo turno, battuta dalla Asagoe. Si rifà vincendo il primo titolo WTA a Pattaya contro la Kostanić, poi raggiunge il quarto turno di Indian Wells dove impegna sino al tie break la Sharapova, per poi cedere nel secondo set. Shahar ottiene risultati poco brillanti nei tornei principali, mentre conquista ben due titoli nell'arco di due settimane: a Praga, imponendosi sulla Stosur, e a Istanbul, superando in rimonta la Myskina. La Peer affronta il Roland Garros con ottimismo: supera al terzo turno Elena Dement'eva, sfruttando i limiti al servizio della russa, ma è sconfitta al turno successivo dalla ben più esperta Martina Hingis per 6-3, 2-6, 6-3. Il Wimbledon è avaro di soddisfazioni, infatti esce al secondo turno per mano della Peng. Poco brillanti i risultati sul circuito americano, ad eccezione dei quarti a Montréal, in cui esce, in modo anche un po' sfortunato, contro la Čakvetadze per 7-6 7-5. Discreta la partecipazione a Flushing Meadows: al terzo turno supera la Schiavone al tie break del terzo set, ma al match successivo la Henin la sconfigge 6-1, 6-0. La stagione si chiude con risultati modesti, ma le vale pur sempre il ventesimo posto del ranking.

### 2007
Il 2007 inizia in modo piuttosto controverso: dopo aver eliminato la Ivanovic nei quarti, Shahar sfiora la finale al torneo di Gold Coast: conduce 6-4, 5-2 e servizio contro la Safina quando giunge l'interruzione per pioggia. Nel prosieguo del match la Peer conquista 2 soli game venendo eliminata dalla finale con il punteggio di 4-6, 7-6, 6-1. Disputa un buon torneo anche a Sidney, in cui elimina la Groenefeld (6-4 6-2) e la Schnyder (7-6 6-2), ma nulla può ai quarti contro Kim Clijsters (6-1 6-2). La tennista israeliana disputa un buon Australian Open, nel quale spiccano la tiratissima vittoria contro la Golovin al III turno, ottenuta in rimonta di un set e un doppio 7-5, mentre agli ottavi ottiene una vittoria convincente contro la top ten Svetlana Kuznecova, battuta per 6-4 6-2. Ai quarti la Peer affronta Serena Williams uscendo sconfitta al terzo set per 8-6.

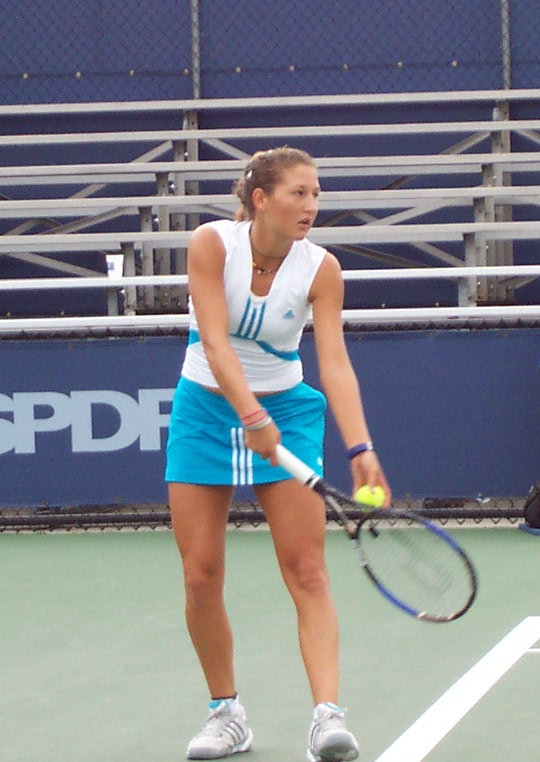
Shahar agli US Open

La Peer si presenta come testa di serie n.1 al torneo di Memphis giungendo fino alla finale in cui viene sconfitta da Venus Williams con un doppio 6-1.
La tennista israeliana disputa anche un buon torneo ad Indian Wells, dove nel terzo turno supera in 3 set Lucie Šafářová e nel quarto turno ha la meglio in un match molto tirato con l'emergente Anna Čakvetadze con il punteggio 6-4 7-6. Nei quarti Shahar affronta Daniela Hantuchová uscendo sconfitta al tie-break del terzo set al termine di un match durato 3 ore.
La Peer disputa un buonissimo torneo anche a Miami, in cui supera nel quarto turno la detentrice del titolo, Svetlana Kuznecova, in un match equilibrato che l'israeliana si aggiudica grazie alla consueta regolarità per 6-4 4-6 6-3. Superata nei quarti la Garbi, Shahar affronta in semifinale Serena Williams per la rivincita del match di Melbourne. Il primo set è decisamente equilibrato, grazie alla buona tenuta in difesa della Peer, e termina 7-4 al tie break in favore dell'americana, da qui in poi l'israeliana perde convinzione e cala fisicamente in modo costante fino a cedere per 6-1.
La giocatrice israeliana esce poi al II turno a Charleston, in seguito conquista i due singolari nel match di Fed Cup che vede Israele opposta al Canada. Sulla terra ottiene un II turno a Berlino, in cui è sconfitta dalla Muller, un III turno a Roma in cui è superata da Serena Williams e infine un IV turno a Parigi in cui cede a Svetlana Kuznecova. Sull'erba Shahar esce nei quarti a Eastbourne per mano della specialista Mauresmo, mentre a Wimbledon è eliminata al III turno da Marion Bartoli che giungerà sorprendentemente in finale.
Ottiene due nuove vittorie in Fed Cup nella sfida contro l'Austria, mentre nei tornei sul cemento americano rimedia risultati modesti che non vanno mai al di là di un III turno. Shahar riesce comunque a presentarsi in buone condizioni allo Us Open in cui elimina al III turno la testa di serie n. 15 Nicole Vaidišová grazie a un tie break vincente nel III set, poi supera la Radwanska, per poi uscire ai quarti contro Anna Čakvetadze. Durante il resto della stagione l'israeliana non ottiene grandi risultati: il principale sono i quarti raggiunti nel torneo di Bangkok, in cui viene eliminata da Flavia Pennetta.

### 2008
Al Tier III di Goald Coast la giocatrice israeliana raggiunge la semifinale dopo aver sconfitto nei quarti Dinara Safina imponendosi nel tie break del III set. Nella semifinale la Peer subisce una netta sconfitta da parte della talentuosa Viktoryja Azaranka che s'impone 6-4 6-2. Al torneo di Sydeny, viene sconfitta in due set da Svetlana Kuznecova. All'Australian Open, perde abbastanza nettamente al terzo turno da Elena Dement'eva.

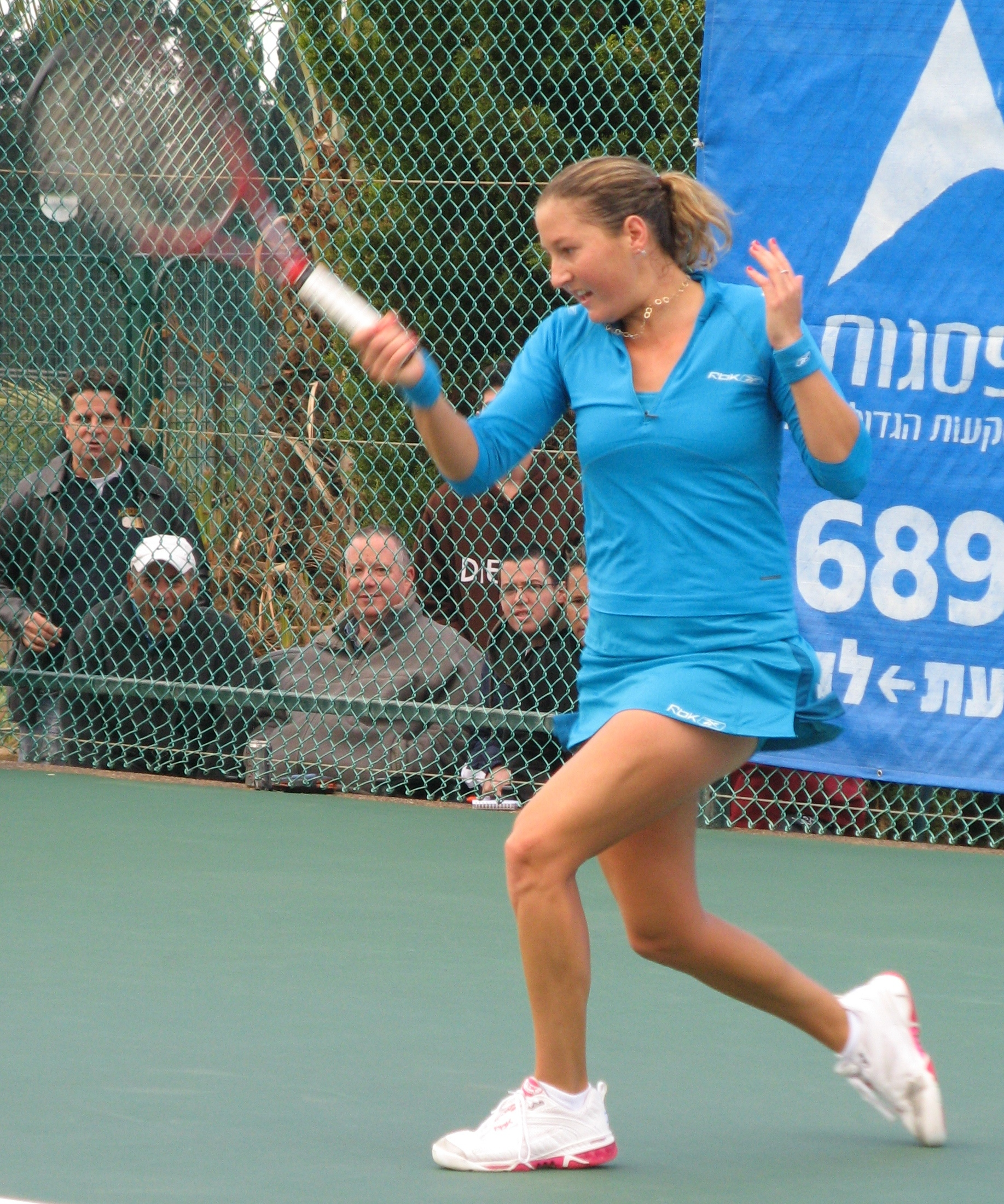
Shahar Peer ai campionati israeliani

A Doha viene sconfitta al terzo turno dalla cinese Li Na, mentre al torneo di Memphis, dove difendeva la finale raggiunta l'anno prima, esce di scena nella semifinale contro la bielorussa Vol'ha Havarcova.
Prosegue il suo momento non in forma ad Indian Wells, dove cede ai sedicesimi contro l'indiana Sania Mirza, mentre a Miami perde negli ottavi ancora dalla Kuznetsova.
Ritorna a giocare al torneo di Praga, venendo sconfitta dalla giocatrice di casa Klára Zakopalová. Perde in seguito al primo turno a Berlino e al Roland Garros, rispettivamente contro Sabine Lisicki e Samantha Stosur.
Prosegue il suo momento negativo a Barcellona, perdendo al primo turno dalla padrona di casa Nuria Llagostera Vives, mentre sull'erba di Eastbourne cede all'esordio alla russa Nadia Petrova. Ritorna a vincere a Wimbledon, raggiungendo a sorpresa gli ottavi battendo la numero nove del mondo al terzo turno, prima di cedere alla Dementieva.
Neanche alla stagione americana riesce ad esprimersi al meglio. A Stanford esce al secondo turno per mano della Chakvetadze. Al torneo di Los Angeles esce all'esordio per mano della Stosur. Rappresenta la sua nazione alle Olimpiadi di Pechino, uscendo di scena al secondo turno dalla futura medaglia di bronzo Vera Zvonarëva. Agli US Open, perde subito dalla cinese Li Na.
Nel resto della stagione raggiunge un quarto di finale a Seoul (perso contro Jill Craybas), un primo turno a Tokyo - Pan Pacific (cedendo alla Pennetta) e un secondo turno a Tokyo - Japan Open (superata dalla Gajdosova).

### 2009
Il 2009 inizia bene per Shahar, che giunge nei quarti ad Auckland perdendo contro la Dementieva. Ad Hobart, un sorteggio non fortunato, la oppone alla numero uno del seeding Flavia Pennetta, dove cede in sue set. Agli Australian Open, perde all'esordio da Caroline Wozniacki.
Ritorna a giocare una semifinale al torneo di Pattaya, dove cede a Vera Zvonarëva. Invece, al nuovo torneo di Monterrey, esce subito al primo turno per mano della ceca Iveta Benešová.
Ad Indian Wells gioca un buon tennis, battendo tenniste del calibro di Marion Bartoli al secondo turno ed Anna Čakvetadze al terzo turno, cedendo solo dalla Azarenka in due set molto lottati. A Miami, perde al secondo turno da Venus Williams.

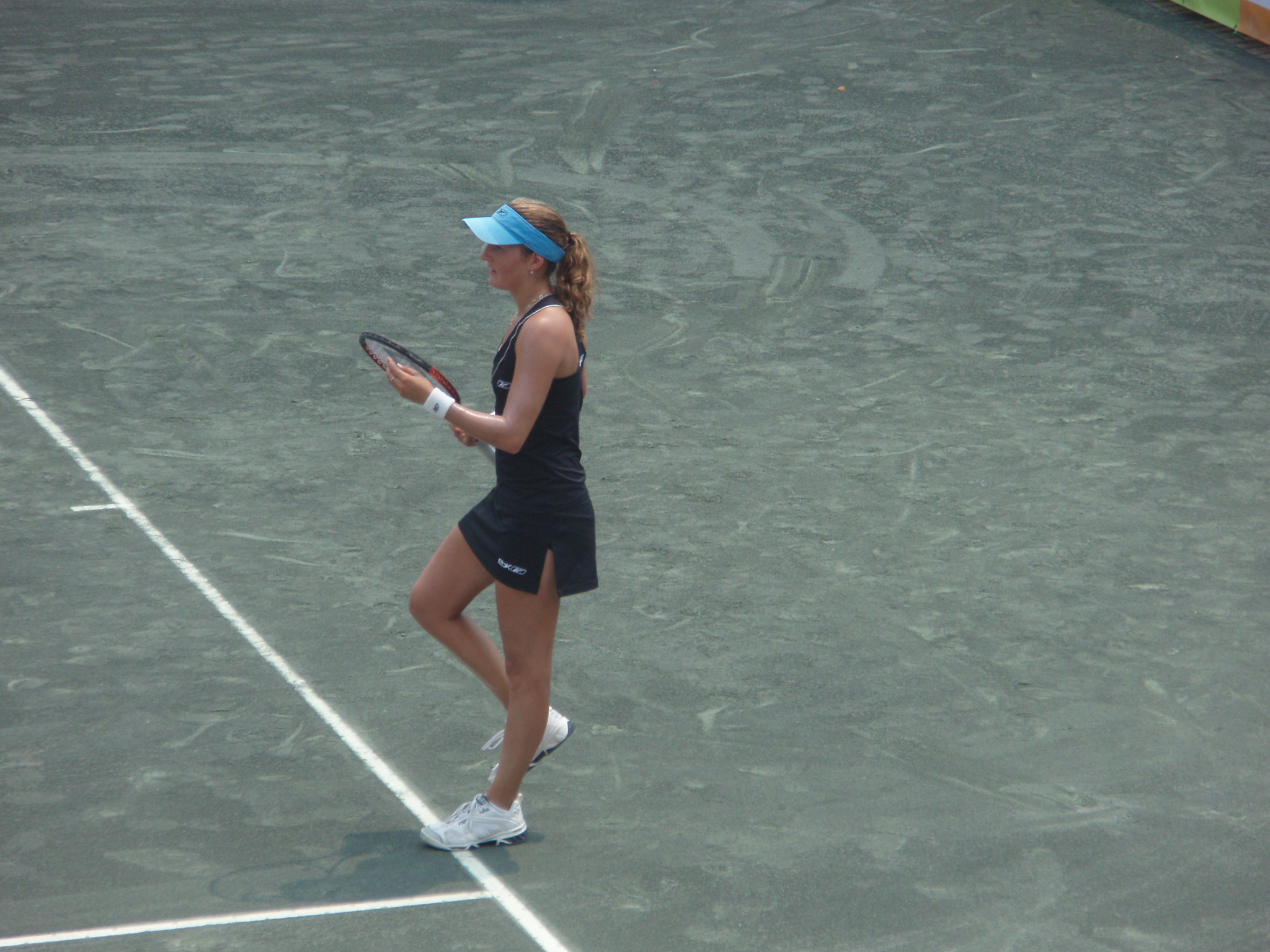
Shahar si prepara a rispondere

Al torneo di Fes, viene superata al secondo turno dalla ceca Lucie Hradecká. Al torneo dell'Estoril, s'infortuna ed è costretta ad abbandonare il campo nel match di semifinale contro la belga Yanina Wickmayer. Stessa sorte a Madrid, dove si ritira al primo turno contro la Wozniacki. Questo infortunio al piede la costringerà anche a saltare il Roland Garros.
Ritorna nelle gare a Wimbledon, dove perde al secondo turno contro la Petrova. Al torneo di Budapest raggiunge i quarti, ma viene superata dalla maggiore delle sorelle Bondarenko, Alona. Cede in seguito al primo turno a Praga e al secondo a Bad Gastein.
Al torneo di Los Angeles perde al secondo turno ancora dalla Petrova, mentre a Cincinnati non riesce a superare le qualificazioni. A Toronto disputa un buon torneo, battendo anche la Schiavone, ma cede alla Dementieva negli ottavi. Allo US Open, è la Kuznetsova a batterla al terzo turno.
Nelle seguenti due settimane, Shahar gioca il suo miglior tennis della sua carriera. A Guangzhou, vince il quarto torneo WTA dopo tre anni dall'ultimo. Durante il cammino non ha perso nemmeno un set. Stesso copione a Tashkent, dove vince il torneo senza perdere un set e conquistando il quinto torneo in singolare della carriera.
Nel resto della stagione, supera le qualificazioni a Pechino ma perde subito dalla Makarova. Ad Osaka, perde ancora al primo turno da Sania Mirza. Conclude l'anno con una bella semifinale raggiunta a Lussemburgo, dove cede solo al tie-break del terzo set dalla Lisicki.

### 2010
Il 2010 è un anno di ripresa per l'israeliana, rigiocando quel grande tennis che l'aveva portata nelle prime 15 giocatrici mondiali nel 2007. Comincia l'anno alla grande raggiungendo la semifinale ad Auckland, persa poi contro Yanina Wickmayer. La settimana dopo, arriva nella finale del torneo di Hobart, dove cede in due set all'ucraina Al'ona Bondarenko. All'Australian Open, perde al terzo turno contro la danese Caroline Wozniacki.
In seguito gioca al Paris indoor, dove viene sconfitta da Lucie Šafářová nei quarti di finale. Gioca un grandissimo torneo a Dubai, dove si prende una rivincita sia sulla Wickmayer al primo turno, sia sulla Wozniacki negli ottavi; viene però superata in semifinale da Venus Williams.
Ottiene in seguito gli ottavi di finale ad Indian Wells cedendo a Jelena Janković, ed un terzo turno a Miami dove perde nettamente a Kim Clijsters, racimolando solo un game.
Sulla terra rossa indoor di Stoccarda raggiunge la semifinale, ma proprio nel suo giorno di compleanno, cede in due set alla rientrante Justine Henin. A Roma, viene superata al terzo turno ancora da Venus Williams. Gioca un altro grande torneo a Madrid, battendo nella sua strada delle semifinali le più quotate Kuznetsova e Li, ma proprio in semi cede ancora da Venus Williams. Al Roland Garros, ritorna a giocare un ottavo di finale Slam, dove però viene sconfitta da un'altra Williams, Serena.
Sull'erba non ottiene risultati eclatanti. Ad Eastbourne esce al primo turno, per la prima volta dell'anno, contro la cinese Zheng Jie. A Wimbledon esce a sorpresa al secondo turno dalla tedesca Angelique Kerber, che s'impone in tre set.

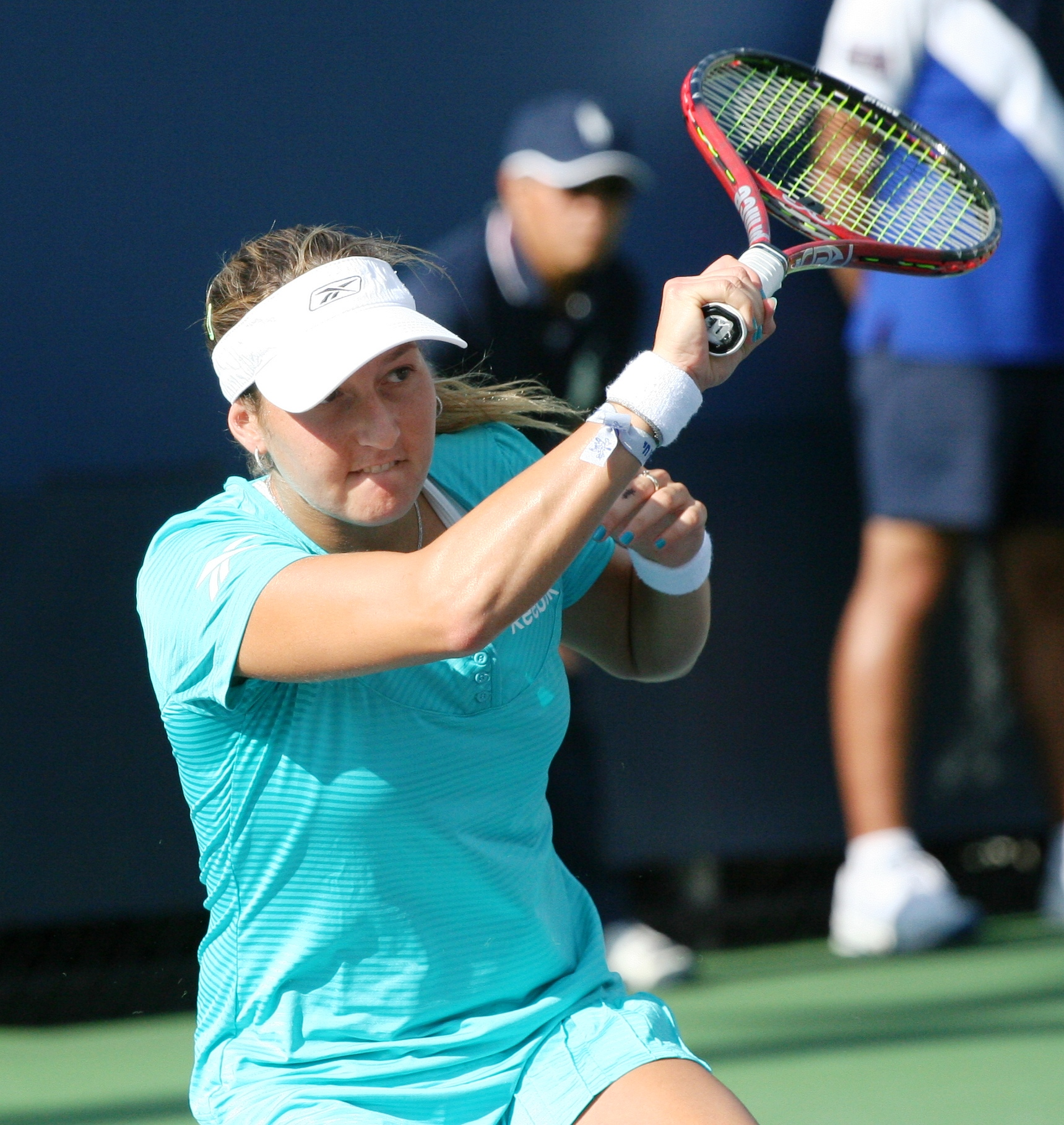
Shahar agli US Open 2010

Inizia male anche la stagione americana, perdendo alla non irresistibile Marija Kirilenko nel secondo turno del torneo di Stanford. A San Diego perde in modo abbastanza facile dalla polacca Agnieszka Radwańska. Male anche i tornei successivi: a Cincinnati perde contro pronostico dalla Pavlyuchenkova, mentre a Monteal esce all'esordio contro Kaia Kanepi. Le va meglio lo US Open dove cede negli ottavi ancora da Venus Williams.
Avaro di soddisfazioni è il torneo di Tokyo, dove cede ancora dalla Kanepi al secondo turno. A Pechino sfrutta un tabellone abbastanza agevole, arrivando così in semifinale dove perde dalla Wozniacki. Conclude l'anno al torneo di Osaka ottenendo una semifinale, persa contro la Date-Krumm.

### 2011
Comincia la stagione al Brisbane International come seconda testa di serie, ma viene sconfitta al secondo turno dalla tennista ceca Lucie Šafářová. La settimana seguente si presenta al Medibank International di Sydney, dove viene sconfitta al secondo turno per mano di Viktoryja Azaranka. Agli Australian Open viene superata in rimonta al terzo turno da Flavia Pennetta, sprecando così la possibilità di raggiungere gli ottavi di finale. Il 31 gennaio, dopo la fine dello Slam, raggiunge l'11 posizione mondiale, diventando così la prima israeliana in assoluto, maschile e femminile, a riuscirci.
Al Dubai Tennis Championships raggiunge i quarti di finale, dove viene sconfitta dalla numero 2 del mondo Caroline Wozniacki. La settimana seguente, al Qatar Ladies Open, viene sconfitta al secondo turno dalla francese Marion Bartoli.
Al BNP Paribas Open di Indian Wells raggiunge anche qui i quarti di finale, battendo prima Pavljučenkova e Schiavone, per poi essere battuta da Yanina Wickmayer, che si è prese la rivincita dopo la sconfitta patita a Dubai. Al Sony Ericsson Open di Miami la sua strada finisce subito, al secondo turno (dopo il bye all'esordio), per mano della spagnola Anabel Medina Garrigues.
Alla Family Circle Cup di Charleston viene sconfitta al terzo turno dalla tedesca Julia Görges. Al Mutua Madrileña Madrid Open esce di scena già al primo turno contro la russa Alisa Klejbanova. Agli Internazionali BNL d'Italia, invece, viene sconfitta agli ottavi di finale dalla campionessa russa Marija Šarapova. Al Brussels Open, nuovo torneo del circuito WTA, viene superata al primo turno dall'australiana Casey Dellacqua. Agli Open di Francia si presenta come la diciannovesima testa di serie, ma viene sconfitta subito dalla specialista María José Martínez Sánchez.
All'AEGON International di Eastbourne, primo torneo su erba da lei disputato, si trova dall'altra parte della rete ancora la Martínez Sánchez, che riesce ancora a vincere. La tennista di Gerusalemme disputa in seguito il torneo di Wimbledon come la numero 22 del tabellone, ma esce di scena ancora al primo turno e questa volta per mano della kazaka Ksenija Pervak.

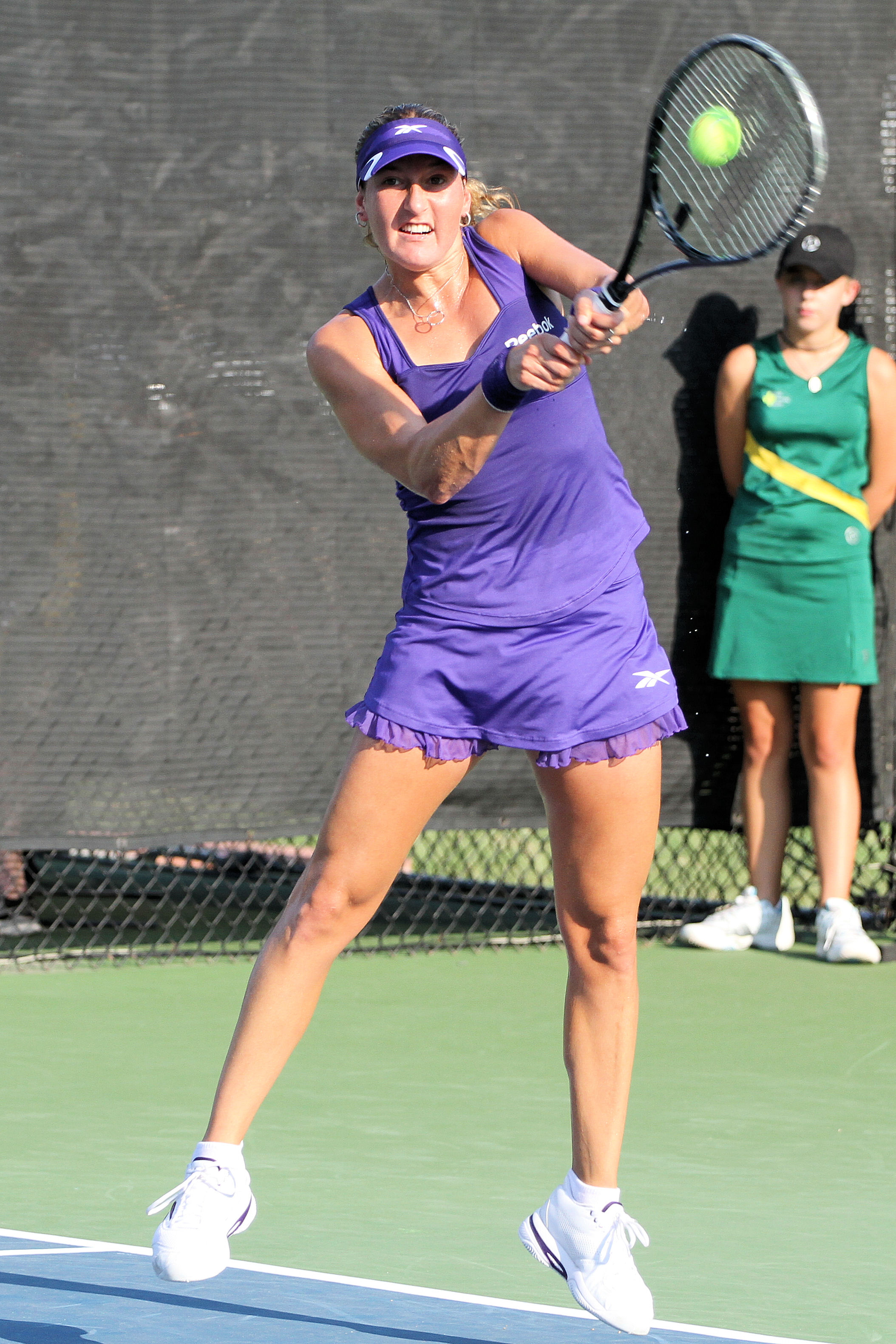
Shahar Peer al Texas Tennis Open di Dallas

Verso la fine del mese di luglio, prende parte al Citi Open come prima testa di serie. Raggiunge la finale battendo in serie Fuda, Kudrjavceva, Brianti e Paszek, mentre nell'atto conclusivo viene superata da Nadia Petrova in due set. Le va male la Rogers Cup dove al primo turno, opposta alla wild card di casa Aleksandra Wozniak, riesce a racimolare solo un game. La settimana seguente, al Western & Southern Financial Group Masters & Women's Open di Cincinnati, raggiunge il terzo turno battendo Lisicki e Parmentier, per poi perdere contro la cinese Peng Shuai. Al Texas Tennis Open di Dallas, uno degli ultimi tornei dello US Open Series, perde al secondo turno dalla svedese Johanna Larsson. Agli US Open batte al primo turno Sania Mirza, mentre al secondo viene sconfitta dalla giovane statunitense Sloane Stephens.
Al Toray Pan Pacific Open di Tokyo batte in rimonta al primo turno la giovane ceca Kristýna Plíšková, approdando così al secondo turno dove viene sconfitta da Klára Zakopalová. Gioca l'ultimo torneo della stagione al China Open di Pechino, dove subisce la terza sconfitta dell'anno da parte dalla Martínez Sánchez al primo turno.

### 2012
Inizia il 2012 con una sconfitta al primo turno al Brisbane International contro la Petković. Gioca un buon torneo al Moorilla Hobart International raggiungendo le semifinali, dove viene sconfitta dalla belga Wickmayer. Agli Australian Open dopo aver battuto al primo turno la wild card Holland, viene battuta al secondo ostacolo dalla tedesca Sabine Lisicki.
All'Open GDF Suez di Parigi viene sconfitta in un'ora di gioco dalla Görges al primo turno. Disputa un ottimo torneo al Qatar Ladies Open di Doha bove batte al primo turno la wild card Nadia Lalami e al secondo l'ex primatista Jelena Janković, mentre agli ottavi di finale viene superata dalla giovane americana Christina McHale. Al Dubai Tennis Championships riceve un invito da parte degli organizzatori e batte all'esordio Fatima Al Nabhani, mentre nel turno successivo la batte la forte polacca Agnieszka Radwańska.

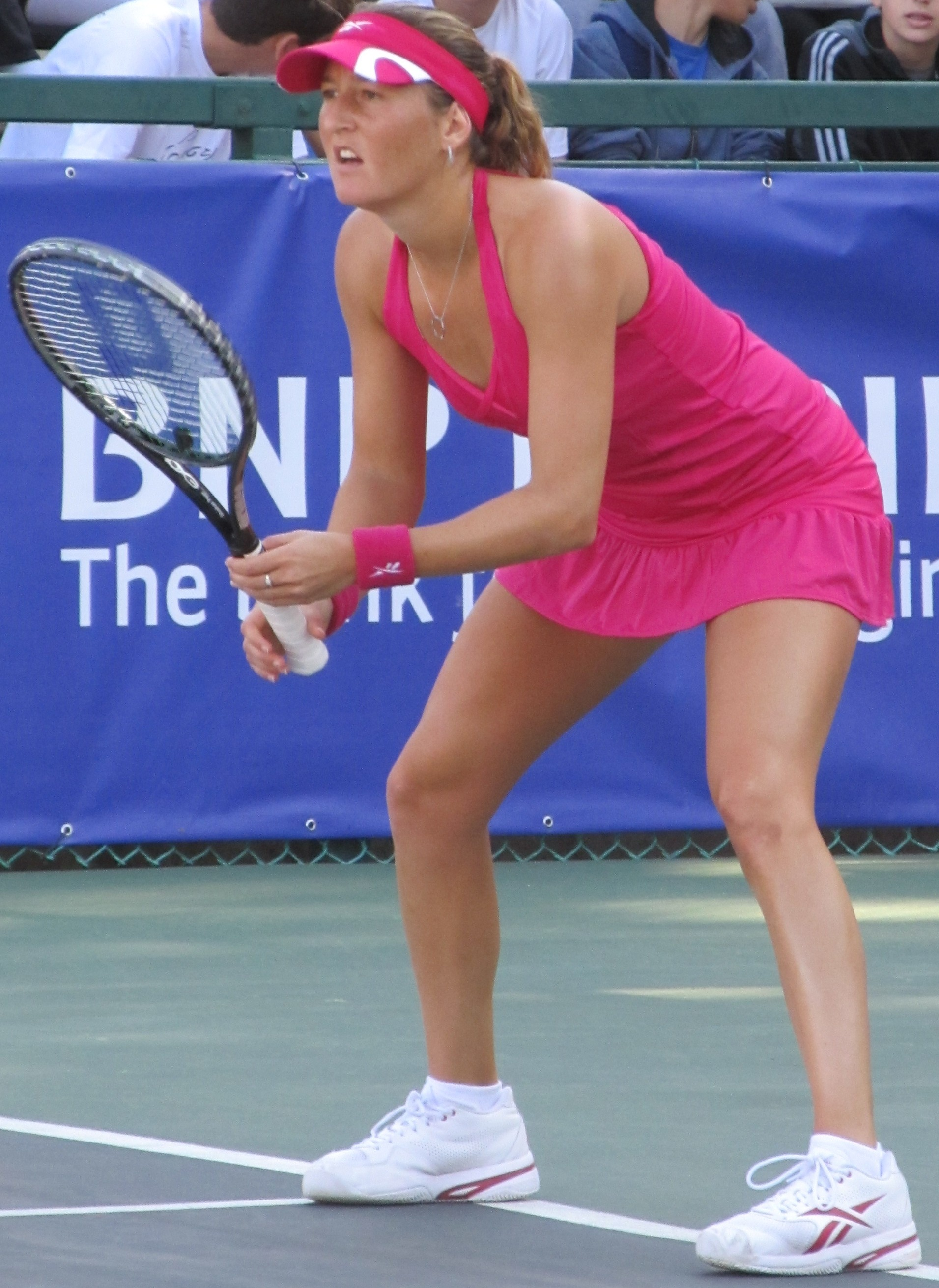
Shahar nel 2012

Al BNP Paribas Open di Indian Wells viene sconfitta a sorpresa al primo turno dalla qualificata Lesja Curenko. Al Sony Ericsson Open di Miami, dopo aver eliminato la Cornet al primo turno, impegna a fondo la Šarapova al secondo turno portandola al terzo set, ma non riesce comunque a batterla.
Al Barcelona Ladies Open perde al primo turno contro la Cetkovská per 7-5 al terzo set. La settimana dopo, elimina la Rybariková nel primo turno del Grand Prix SAR La Princesse Lalla Meryem di Fès, ma non può nulla nel secondo dove viene battuta dalla Johansson in tre set. Al Budapest Grand Prix perde all'esordio contro la canadese Wozniak. Al Mutua Madrileña Madrid Open, primo evento della storia del tennis sulla terra blu, batte al primo turno la slovena Polona Hercog, mentre al secondo turno viene eliminata dalla qualificata Varvara Lepchenko. Agli Internazionali BNL d'Italia viene sconfitta al secondo turno dalla numero 1 del mondo, Viktoryja Azaranka. All'Internationaux de Strasbourg si prende una rivincita sulla Wozniak al primo turno, mentre nel secondo viene sconfitta dalla Cornet. Agli Open di Francia perde al secondo turno contro la serba Ana Ivanović.
All'UNICEF Open batte al primo turno l'uzbeka Akgul Amanmuradova, mentre al secondo turno perde contro la slovacca Dominika Cibulková dopo averla messa in difficoltà nel secondo set. Al Wimbledon Championshis viene sconfitta al primo turno da Julia Görges.
Allo Swedish Open perde al secondo turno contro Mathilde Johansson. Alle Olimpiadi di Londra affronta al primo turno la Šarapova, e perde per 2-6, 2-6. Alla Rogers Cup viene sconfitta al primo turno dalla canadese Eugenie Bouchard per 6-3, 2-6, 5-7. Al Western & Southern Financial Group Masters & Women's Open di Cincinnati perde ancora dalla Görges al primo turno. Al New Haven Open at Yale perde ancora al primo turno, questa volta è la Kirilenko a batterla. Agli US Open è battuta dalla spagnola Lara Arruabarrena Vecino all'esordio. Questo è stato l'ultimo torneo giocato nel 2012 della Peer, che ha poi avuto un infortunio al tendine del ginocchio sinistro.

## Statistiche WTA

### Singolare

#### Vittorie (5)
| Legenda: Prima del 2009 | Legenda: Dal 2009     |
| ----------------------- | --------------------- |
| Grande Slam (0)         |                       |
| Ori Olimpici (0)        |                       |
| WTA Finals (0)          |                       |
| Tier I (0)              | Premier Mandatory (0) |
| Tier II (0)             | Premier 5 (0)         |
| Tier III (1)            | Premier (0)           |
| Tier IV (2)             | International (2)     |
| Tier V (0)              | International (2)     |

| N. | Data              | Torneo                                       | Superficie  | Avversaria in finale  | Punteggio        |
| 1. | 12 febbraio 2006  | PTT Pattaya Open, Pattaya                    | Cemento     | Jelena Kostanić Tošić | 6-3, 6-1         |
| 2. | 8 maggio 2006     | I. ČLTK Prague Open, Praga                   | Terra rossa | Samantha Stosur       | 4-6, 6-2, 6-1    |
| 3. | 22 maggio 2006    | Istanbul Cup, Istanbul                       | Terra rossa | Anastasija Myskina    | 1-6, 6-3, 7-6(3) |
| 4. | 20 settembre 2009 | Guangzhou International Women's Open, Canton | Cemento     | Alberta Brianti       | 6-3, 6-4         |
| 5. | 27 settembre 2009 | Tashkent Open, Tashkent                      | Cemento     | Akgul Amanmuradova    | 6-3, 6-4         |

#### Sconfitte (4)
| Legenda: Prima del 2009 | Legenda: Dal 2009     |
| ----------------------- | --------------------- |
| Grande Slam (0)         |                       |
| Argenti Olimpici (0)    |                       |
| WTA Finals (0)          |                       |
| Tier I (0)              | Premier Mandatory (0) |
| Tier II (0)             | Premier 5 (0)         |
| Tier III (1)            | Premier (0)           |
| Tier IV (0)             | International (3)     |
| Tier V (0)              | International (3)     |

| N. | Data             | Torneo                                | Superficie  | Avversaria in finale | Punteggio |
| 1. | 24 febbraio 2007 | Cellular South Cup, Memphis           | Cemento (i) | Venus Williams       | 1-6, 1-6  |
| 2. | 16 gennaio 2010  | Moorilla Hobart International, Hobart | Cemento     | Al'ona Bondarenko    | 2-6, 4-6  |
| 3. | 31 luglio 2011   | Citi Open, Washington                 | Cemento     | Nadia Petrova        | 5-7, 2-6  |
| 4. | 28 luglio 2013   | Baku Cup, Baku                        | Cemento     | Elina Svitolina      | 4-6, 4-6  |

### Doppio

#### Vittorie (3)
| Legenda          |
| ---------------- |
| Grande Slam (0)  |
| Ori Olimpici (0) |
| WTA Finals (0)   |
| Tier I (0)       |
| Tier II (2)      |
| Tier III (0)     |
| Tier IV (1)      |
| Tier V (0)       |

| N. | Data           | Torneo                                 | Superficie  | Compagna            | Avversarie in finale                    | Punteggio   |
| 1. | 14 maggio 2006 | I. ČLTK Prague Open, Praga             | Terra rossa | Marion Bartoli      | Ashley Harkleroad Bethanie Mattek-Sands | 6-4, 6-4    |
| 2. | 20 luglio 2006 | Bank of the West Classic, Stanford     | Cemento     | Anna-Lena Grönefeld | Maria Elena Camerin Gisela Dulko        | 6-1, 6-4    |
| 3. | 20 luglio 2007 | Bank of the West Classic, Stanford (2) | Cemento     | Sania Mirza         | Viktoryja Azaranka Anna Čakvetadze      | 6-4, 7-6(5) |

#### Sconfitte (7)
| Legenda: Prima del 2009 | Legenda: Dal 2009     |
| ----------------------- | --------------------- |
| Grande Slam (1)         |                       |
| Argenti Olimpici (0)    |                       |
| WTA Finals (0)          |                       |
| Tier I (0)              | Premier Mandatory (1) |
| Tier II (1)             | Premier 5 (1)         |
| Tier III (0)            | Premier (1)           |
| Tier IV (0)             | International (2)     |
| Tier V (0)              | International (2)     |

| N. | Data              | Torneo                                  | Superficie  | Compagna           | Avversarie in finale                      | Punteggio        |
| 1. | 30 settembre 2007 | BGL Luxembourg Open, Kockelscheuer      | Cemento (i) | Viktoryja Azaranka | Iveta Benešová Janette Husárová           | 4-6, 2-6         |
| 2. | 25 gennaio 2008   | Australian Open, Melbourne              | Cemento     | Viktoryja Azaranka | Al'ona Bondarenko Kateryna Bondarenko     | 6-2, 1-6, 4-6    |
| 3. | 21 marzo 2009     | BNP Paribas Open, Indian Wells          | Cemento     | Gisela Dulko       | Vera Zvonarëva Viktoryja Azaranka         | 4-6, 6-3, [5-10] |
| 4. | 2 ottobre 2010    | Toray Pan Pacific Open, Tokyo           | Cemento     | Peng Shuai         | Iveta Benešová Barbora Záhlavová-Strýcová | 4-6, 6-4, [8-10] |
| 5. | 25 maggio 2013    | Brussels Open, Bruxelles                | Terra rossa | Gabriela Dabrowski | Anna-Lena Grönefeld Květa Peschke         | 0-6, 3-6         |
| 6. | 24 maggio 2014    | Nürnberger Versicherungscup, Norimberga | Terra rossa | Ioana Raluca Olaru | Michaëlla Krajicek Karolína Plíšková      | 0-6, 6-4, [6-10] |
| 7. | 27 luglio 2014    | Baku Cup, Baku                          | Cemento     | Ioana Raluca Olaru | Aleksandra Panova Heather Watson          | 2-6, 6(3)-7      |

## Circuito WTA 125

### Singolare

#### Vittorie (1)
| N. | Data           | Torneo                     | Superficie | Avversaria in finale | Punteggio     |
| 1. | 10 agosto 2013 | Suzhou Ladies Open, Suzhou | Cemento    | Zheng Saisai         | 6-2, 2-6, 6-3 |

## Statistiche ITF

### Singolare (4)
| Torneo 100 000 $ (0) |
| Torneo 75 000 $ (0)  |
| Torneo 50 000 $ (0)  |
| Torneo 25 000 $ (2)  |
| Torneo 10 000 $ (2)  |

| N. | Data             | Torneo                  | Superficie | Avversarie in finale  | Punteggio     |
| 1. | 16 novembre 2003 | Ramat HaSharon, Israele | Cemento    | Vol'ha Havarcova      | 6-1, 6-0      |
| 2. | 30 novembre 2003 | Haifa, Israele          | Cemento    | Vol'ha Havarcova      | 6-1, 6-7, 6-3 |
| 3. | 28 febbraio 2004 | Bendigo, Australia      | Cemento    | Suchanun Viratprasert | 6-4, 7-5      |
| 4. | 5 dicembre 2004  | Ra'anana, Israele       | Cemento    | Zsófia Gubacsi        | 6-2, 6-1      |

### Doppio (3)
| Torneo 100 000 $ (0) |
| Torneo 75 000 $ (0)  |
| Torneo 50 000 $ (1)  |
| Torneo 25 000 $ (2)  |
| Torneo 10 000 $ (0)  |

| N. | Data            | Torneo             | Superficie | Compagna        | Avversarie in finale                         | Punteggio        |
| 1. | 13 giugno 2004  | Marsiglia, Francia | Cemento    | Elena Vesnina   | Kildine Chevalier Conchita Martínez Granados | 6-1, 6-1         |
| 2. | 5 dicembre 2004 | Ra'anana, Israele  | Cemento    | Tzipora Obziler | Bahia Mouhtassine İpek Şenoğlu               | 6-3, 6-0         |
| 3. | 5 giugno 2005   | Ra'anana, Israele  | Cemento    | Tzipora Obziler | Daniela Klemenschits Sandra Klemenschits     | 7-6(6), 1-6, 6-2 |

## Grand Slam Junior

### Singolare

#### Vittorie (1)
| Tornei del Grande Slam  |
| ----------------------- |
| Australian Open (1)     |
| Open di Francia (0)     |
| Torneo di Wimbledon (0) |
| US Open (0)             |

| N. | Data            | Torneo                     | Superficie | Avversario in finale | Punteggio |
| 1. | 31 gennaio 2004 | Australian Open, Melbourne | Cemento    | Nicole Vaidišová     | 6-1, 6-4  |

## Risultati in progressione
| Sigla | Risultato               |
| ----- | ----------------------- |
| V     | Vincitore               |
| F     | Finalista               |
| SF    | Semifinalista           |
| O     | Oro olimpico            |
| A     | Argento olimpico        |
| SF    | Bronzo olimpico         |
| QF    | Quarti di Finale        |
| 4T    | Quarto turno            |
| 3T    | Terzo turno             |
| 2T    | Secondo turno           |
| 1T    | Primo turno             |
| RR    | Round Robin             |
| LQ    | Turno di qualificazione |
| A     | Assente                 |
| ND    | Non disputato           |

| Legenda superfici    |
| -------------------- |
| Cemento              |
| Terra battuta        |
| Erba                 |
| Superficie variabile |

### Singolare
| Tornei del Grande Slam |               |               |               |               |               |               |               |               |     |               |               |     |       |        |
| Australian Open        | A             | Q3            | 1T            | QF            | 3T            | 1T            | 3T            | 3T            | 2T  | 2T            | 1T            | Q3  | 12-9  | 0 / 9  |
| Open di Francia        | A             | 3T            | 4T            | 4T            | 1T            | A             | 4T            | 1T            | 2T  | 1T            | 1T            | Q3  | 12-9  | 0 / 9  |
| Wimbledon              | A             | 2T            | 2T            | 3T            | 4T            | 2T            | 2T            | 1T            | 1T  | Q3            | 1T            |     | 9-9   | 0 / 9  |
| US Open                | Q2            | 3T            | 4T            | QF            | 1T            | 3T            | 4T            | 2T            | 1T  | Q1            | 2T            |     | 16-9  | 0 / 9  |
| Vittorie-sconfitte     | 0-0           | 5-3           | 7-4           | 13-4          | 5-4           | 3-3           | 9-4           | 3-4           | 2-4 | 1-2           | 0-4           | 0-0 | 49-36 | 0 / 36 |
| Giochi Olimpici        |               |               |               |               |               |               |               |               |     |               |               |     |       |        |
| Giochi olimpici estivi | A             | Non disputato | Non disputato | Non disputato | 2T            | Non disputato | Non disputato | Non disputato | 1T  | Non disputato | Non disputato |     | 1-2   | 0 / 2  |
| WTA Premier Mandatory  |               |               |               |               |               |               |               |               |     |               |               |     |       |        |
| Indian Wells           | A             | A             | 4T            | QF            | 3T            | 4T            | 4T            | QF            | 1T  | 2T            | 1T            | Q2  | 20–9  | 0 / 9  |
| Miami                  | Q1            | 3T            | 2T            | SF            | 4T            | 2T            | 3T            | 2T            | 2T  | 1T            | 1T            | Q1  | 19–10 | 0 / 10 |
| Madrid                 | Non disputato | Non disputato | Non disputato | Non disputato | Non disputato | 1T            | SF            | 1T            | 2T  | A             | A             | A   | 5–4   | 0 / 4  |
| Pechino                | Tier II       | Tier II       | Tier II       | Tier II       | Tier II       | 3T            | SF            | 1T            | A   | Q1            | A             |     | 7–3   | 0 / 3  |
| Carriera               |               |               |               |               |               |               |               |               |     |               |               |     |       |        |
| Finali affrontate      | 0             | 0             | 3             | 1             | 0             | 2             | 1             | 1             | 0   | 2             | 0             |     |       |        |
| Tornei vinti           | 0             | 0             | 3             | 0             | 0             | 2             | 0             | 0             | 0   | 1             | 0             |     |       |        |
| Ranking a fine anno    | 183           | 45            | 20            | 17            | 38            | 31            | 13            | 37            | 74  | 77            | 119           |     |       |        |

## Vittorie contro giocatrici Top 10
| Stagione | 2006 | 2007 | 2008 | 2009 | 2010 | 2011 | Totale |
| Vittorie | 1    | 3    | 1    | 0    | 5    | 2    | 12     |

| #    | Giocatrice             | Ranking | Evento                            | Superficie      | Turno | Punteggio        | Rank. SPR |
| ---- | ---------------------- | ------- | --------------------------------- | --------------- | ----- | ---------------- | --------- |
| 2006 |                        |         |                                   |                 |       |                  |           |
| 1.   | Elena Dement'eva       | 8       | Open di Francia, Parigi           | Terra rossa     | 3T    | 6-4, 7-5         | 26        |
| 2007 |                        |         |                                   |                 |       |                  |           |
| 2.   | Patty Schnyder         | 9       | Sydney International, Sydney      | Cemento         | 2T    | 7-6(3), 6-2      | 18        |
| 3.   | Svetlana Kuznecova (1) | 4       | Australian Open, Melbourne        | Cemento         | 4T    | 6-4, 6-2         | 17        |
| 4.   | Svetlana Kuznecova (2) | 3       | Miami Open, Miami                 | Cemento         | 4T    | 6-4, 4-6, 6-3    | 16        |
| 2008 |                        |         |                                   |                 |       |                  |           |
| 5.   | Dinara Safina (1)      | 9       | Torneo di Wimbledon, Londra       | Erba            | 3T    | 7-5, 6(4)-7, 8-6 | 26        |
| 2010 |                        |         |                                   |                 |       |                  |           |
| 6.   | Caroline Wozniacki     | 3       | Dubai Tennis Championships, Dubai | Cemento         | 3T    | 6-2, 7-5         | 22        |
| 7.   | Li Na                  | 10      | Dubai Tennis Championships, Dubai | Cemento         | QF    | 7-5, 3-0 rit.    | 22        |
| 8.   | Agnieszka Radwańska    | 8       | Stuttgart Open, Stoccarda         | Terra rossa (i) | 2T    | 6-3, 6(4)-7, 6-2 | 20        |
| 9.   | Dinara Safina (2)      | 3       | Stuttgart Open, Stoccarda         | Terra rossa (i) | QF    | 6-3, 6-2         | 20        |
| 10.  | Svetlana Kuznecova (3) | 7       | Madrid Open, Madrid               | Terra rossa     | 1T    | 6-3, 2-6, 6-0    | 22        |
| 2011 |                        |         |                                   |                 |       |                  |           |
| 11.  | Francesca Schiavone    | 5       | Indian Wells Open, Indian Wells   | Cemento         | 4T    | 6-4, 3-6, 7-6(3) | 12        |
| 12.  | Viktoryja Azaranka     | 4       | Cincinnati Open, Cincinnati       | Cemento         | 2T    | 6-2, 6-3         | 24        |